# Isabella Jagiello
Isabella Jagiello sau Regina Isabella (în maghiară Izabella királyné; în poloneză Izabela Jagiellonka, n. 18 ianuarie 1519, Cracovia – d. 15 septembrie 1559, Alba Iulia) a fost soția regelui Ioan I Zápolya și mama principelui transilvănean Ioan Sigismund.
În anul 1558 regina Isabella a acordat Odorheiului statutul de oraș liber, cu drept de folosire a sigiliului și a stemei proprii.